# Xange
 (février 2015).
Xange (anciennement Vixta et Simplis) est une distribution Linux basée sur Fedora qui offre l’apparence de Windows Vista.
Le but du projet est de faciliter la migration des utilisateurs Windows vers un environnement Linux.
Le projet sera renommé eZeY en 2015, puis Kedora en 2021

## Particularités
Le projet est d'origine portugaise. Il est activement soutenu par 3 développeurs principaux.
Le projet n'a pas été mis à jour depuis Mai 2023

## Générales
Xange est disponible en anglais, en espagnol et en portugais.
Xange utilise par défaut l'environnement graphique KDE.
Par ailleurs, il inclut par défaut un ensemble de logiciels pour toutes les utilisations familiales d'un PC :
- OpenOffice, suite bureautique semblable à Microsoft Office
- le navigateur internet Firefox, un logiciel de messagerie instantanée Pidgin ainsi que le client de messagerie Mozilla Thunderbird
- des lecteurs multimédias, et notamment Amarok

La version 0.98, inclut par défaut un antivirus, ClamAV, qui permet de scanner des fichiers à la recherche de Virus destinés à infecter Windows.